# Copa del Caribe de 1997
La Copa del Caribe de 1997 fue la 8.ª edición del torneo de fútbol a nivel de selecciones nacionales más importante del Caribe organizado por la CFU, cuya edición tuvo como sede de la Ronda Final a Antigua y Barbuda y San Cristóbal y Nieves de manera conjunta.
Trinidad y Tobago venció en la final a uno de los anfitriones, San Cristóbal y Nieves para ganar el título por sexta ocasión y la cuarta de manera consecutiva.

## Primera Fase
Los ganadores de cada grupo entran en la ronda de play-off.

### Grupo 1
Se disputó en  Martinica los días 12, 14 y 16 de marzo de 1997.
| Equipo                       | J | G | E | P | GF | GC | GD | Pts |
| ---------------------------- | - | - | - | - | -- | -- | -- | --- |
| Martinica                    | 2 | 2 | 0 | 0 | 8  | 1  | +7 | 6   |
| Santa Lucía                  | 2 | 1 | 0 | 1 | 3  | 3  | 0  | 3   |
| San Vicente y las Granadinas | 2 | 0 | 0 | 2 | 3  | 10 | -7 | 0   |

| Local                        | Visita                       | Resultado |
| ---------------------------- | ---------------------------- | --------- |
| Martinica                    | Santa Lucía                  | 1 - 0     |
| Santa Lucía                  | San Vicente y las Granadinas | 3 - 2     |
| San Vicente y las Granadinas | Martinica                    | 1 - 7     |

 Martinica avanzó a la ronda de play off.

### Grupo 2
Se jugó en  Jamaica, pero  Puerto Rico e  Islas Caimán abandonaron el torneo.
| 21 de febrero de 1997 | Bermudas | 0 – 1 | Jamaica  | National Stadium, Kingston, Jamaica |  |
|                       |          |       | Williams |                                     |  |

| 27 de febrero de 1997 | Jamaica                 | 3 – 2 | Bermudas       | National Stadium, Kingston, Jamaica |  |
|                       | L. Dixon Malcolm Sewell |       | Russell Simons |                                     |  |

 Jamaica clasifica a la ronda de play off.

### Grupo 3

#### Primera Ronda
Ambos partidos se jugaron en  Guyana los días 19 y 23 de febrero de 1997.
| Local            | Resultado | Visita | Ida   | Vuelta |
| ---------------- | --------- | ------ | ----- | ------ |
| Guayana Francesa | 2 - 4     | Guyana | 0 - 2 | 2 - 2  |

#### Segunda Ronda
Se disputó en  Trinidad y Tobago. También entró a la ronda; pero como ya habían aseguraron un lugar en el torneo final como campeones, sus partidos se contaron simplemente como amistosos.
| Equipo   | J | G | E | P | GF | GC | GD | Pts |
| -------- | - | - | - | - | -- | -- | -- | --- |
| Granada  | 2 | 1 | 1 | 0 | 6  | 2  | +4 | 4   |
| Barbados | 2 | 1 | 1 | 0 | 3  | 1  | +2 | 4   |
| Guyana   | 2 | 0 | 0 | 2 | 1  | 7  | -6 | 0   |

| 2 de abril de 1997 | Barbados   | 1–1 | Granada    | Estadio Hasely Crawford, Port of Spain, Trinidad y Tobago |  |
|                    | Lavine 22' |     | Joseph 89' |                                                           |  |

| 4 de abril de 1997 | Granada                                                            | 5–1 | Guyana    | Estadio Hasely Crawford, Port of Spain, Trinidad y Tobago |  |
|                    | Charles 19' · Celestine 51' · Drayton 61' · Modeste 89' · Bain 90' |     | Trotz 77' |                                                           |  |

| 6 de abril de 1997 | Guyana | 0–2 | Barbados                   | Estadio Hasely Crawford, Port of Spain, Trinidad y Tobago |  |
|                    |        |     | Lavine 40' · Alexander 52' |                                                           |  |

 Granada recibió un pase a la ronda final.

### Grupo 4
Se jugó en Roseau,  Dominica, los días 2, 4 y 6 de abril de 1997.
| Equipo                    | J | G | E | P | GF | GC | GD  | Pts |
| ------------------------- | - | - | - | - | -- | -- | --- | --- |
| Dominica                  | 3 | 3 | 0 | 0 | 12 | 1  | +11 | 9   |
| Sint Maarten              | 3 | 2 | 0 | 1 | 6  | 3  | +3  | 6   |
| Islas Vírgenes Británicas | 3 | 1 | 0 | 2 | 7  | 10 | -3  | 3   |
| Anguila                   | 3 | 0 | 0 | 3 | 1  | 12 | -11 | 0   |

| Local                     | Visita                    | Resultado |
| ------------------------- | ------------------------- | --------- |
| Sint Maarten              | Anguila                   | 3 - 0     |
| Dominica                  | Islas Vírgenes Británicas | 6 - 1     |
| Islas Vírgenes Británicas | Anguila                   | 4 - 1     |
| Dominica                  | Sint Maarten              | 1 - 0     |
| Sint Maarten              | Islas Vírgenes Británicas | 3 - 2     |
| Anguila                   | Dominica                  | 0 - 5     |

 Dominica avanzó a la ronda de play off.

### Grupo 5
Haití y  República Dominicana aparentemente abandonaron el torneo. Se jugó en  Aruba el 2 de marzo de 1997.
| Local | Visita                | Resultado |
| ----- | --------------------- | --------- |
| Aruba | Antillas Neerlandesas | 2 - 1     |

 Aruba avanzó a la ronda de play off.

## Play Off
Se jugó en  Dominica el día 27 de abril de 1997, en  Martinica el día 4 de mayo de 1997 y en  Aruba el día 4 de mayo de 1997.
| Local    | Resultado | Visita    | Ida   | Vuelta |
| -------- | --------- | --------- | ----- | ------ |
| Dominica | 1 - 9     | Martinica | 1 - 2 | 0 - 7  |
| Aruba    | 0 - 6     | Jamaica   | 0 - 6 | n/p    |

 Martinica y  Jamaica avanzaron a la Ronda Final.

## Segunda Fase

### Grupo A
Se jugó en  Antigua y Barbuda los días 4, 6 y 8 de julio de 1997
| Equipo            | J | G | E | P | GF | GC | GD | Pts |
| ----------------- | - | - | - | - | -- | -- | -- | --- |
| Granada           | 2 | 1 | 1 | 0 | 4  | 2  | +2 | 4   |
| Jamaica           | 2 | 1 | 1 | 0 | 3  | 1  | +2 | 4   |
| Antigua y Barbuda | 2 | 0 | 0 | 2 | 1  | 5  | -4 | 0   |

| Local             | Visita            | Resultado |
| ----------------- | ----------------- | --------- |
| Granada           | Jamaica           | 1 - 1     |
| Antigua y Barbuda | Granada           | 1 - 3     |
| Jamaica           | Antigua y Barbuda | 2 - 0     |

 Granada y  Jamaica avanzan a semifinales.

### Grupo B
Se jugó en  San Cristóbal y Nieves los días 4, 6 y 8 de julio de 1997.
| Equipo                 | J | G | E | P | GF | GC | GD | Pts |
| ---------------------- | - | - | - | - | -- | -- | -- | --- |
| Trinidad y Tobago      | 2 | 1 | 0 | 1 | 4  | 2  | +2 | 3   |
| San Cristóbal y Nieves | 2 | 1 | 0 | 1 | 2  | 3  | -1 | 3   |
| Martinica              | 2 | 1 | 0 | 1 | 2  | 3  | -1 | 3   |

| Local                  | Visita                 | Resultado |
| ---------------------- | ---------------------- | --------- |
| Martinica              | Trinidad y Tobago      | 2 - 1     |
| San Cristóbal y Nieves | Martinica              | 2 - 0     |
| Trinidad y Tobago      | San Cristóbal y Nieves | 3 - 0     |

 Trinidad y Tobago y  San Cristóbal y Nieves avanzan a semifinales.

## Etapa Final

### Semifinales
| 10 de julio de 1997 | Trinidad y Tobago | 1–1 (t. s.)(4–2 p.) | Jamaica      | Antigua Recreation Ground, St. John's, Antigua y Barbuda |  |
|                     | Andrews 65'       |                     | Whitmore 23' |                                                          |  |

| 10 de julio de 1997 | San Cristóbal y Nieves  | 2–1 (t. s.) | Granada     | Warner Park, Basseterre, Saint Kitts and Nevis |  |
|                     | Grumbs 86', 107' (pen.) |             | Modeste 51' |                                                |  |

### Tercer Lugar
| 13 de julio de 1997 | Jamaica                                | 4–1 | Granada   | Antigua Recreation Ground, St. John's, Antigua y Barbuda |  |
|                     | Hall 5', 20' · Gardener 7' · Young 85' |     | Watts 13' |                                                          |  |

### Final
| 13 de julio de 1997 | Trinidad y Tobago                         | 4–0 | San Cristóbal y Nieves | Antigua Recreation Ground, St. John's, Antigua y Barbuda |  |
|                     | Nixon 2' · Andrews 28' · Prospar 46', 65' |     |                        |                                                          |  |

| Bandera de Trinidad y Tobago |
| Trinidad y Tobago 6.º título |